# Лётная улица (Москва)
Лётная у́лица (с 1960 года по 24 декабря 1968 года — у́лица Ту́шино) — улица, расположенная в Северо-Западном административном округе города Москвы на территории района Покровское-Стрешнево.

## История
Улица получила современное название по расположению вблизи Тушинского аэродрома. Возникла в бывшем подмосковном городе Тушино как часть старой трассы Волоколамского шоссе. С 1960 года по 24 декабря 1968 года называлась у́лица Ту́шино.

## Расположение
Лётная улица проходит от Волоколамского шоссе на юго-запад по берегу реки Сходни, затем резко поворачивает на юго-восток и проходит параллельно Волоколамскому шоссе до Тушинского аэрополя. Нумерация домов начинается от Волоколамского шоссе.

## Примечательные здания и сооружения
По нечётной стороне:
- д. 99а — гребная база «Буревестник».
- д. 99, стр. 1, 3 и 10 — Клубная резиденция «Loft River».

По чётной стороне:

## Транспорт

### Наземный транспорт
По Лётной улице проходит маршрут автобуса с348. У северного конца улицы, на Волоколамском шоссе, расположена остановка «Сходненский тупик» автобусов № 88, 210, 356, 540, 541, 542, 542п, 549, 568, 575, 614, 631, 640, 741, 741к, 856.

### Метро
- Станция метро «Тушинская» Таганско-Краснопресненской линии — восточнее улицы, на проезде Стратонавтов.
- Станция метро «Спартак» Таганско-Краснопресненской линии

### Железнодорожный транспорт
- Станция Тушино Рижского направления Московской железной дороги — восточнее улицы, между проездом Стратонавтов и Тушинской улицей.